# Luke Kuechly
Luke August Kuechly, född 20 april 1991, är en amerikansk fotbollsspelare med positionen linebacker för Carolina Panthers. Han blev draftad av Panthers i den första rundan, som nionde spelaren, i NFL-draften 2012. Han spelade collegefotboll på Boston College och blev där utsedd till All-American två gånger. Redan i sin rookie-säsong var Kuechly en spelare med stor betydelse i ligan då han ledde ligan i tacklingar och vann NFL Defensive Rookie of the Year. Kuechly är även den yngsta vinnaren av NFL Defensive Player of the Year någonsin.

## Professionell karriär

### Säsongen 2012
Kuechly startade i ligan redan från första veckan i säsongen men till en början spelade han som outside linebacker innan han senare i säsongen, efter en skada på Jon Beason, tog över som middle linebacker istället. Kuechly höll sedan kvar sin position även efter att Beason kommit tillbaka från skadan. Han slutade säsongen som ligans ledare i tacklingar med sina 164 som han kompletterade med en sack, åtta passes defended, två interceptions och tre fumble recoveries. Han blev belönad med NFL Defensive Rookie of the Year och blev vald till den 79:e bästa spelaren i ligan.

### Säsongen 2013
Under 2013 års säsong tog Kuechly sitt spel ett snäpp till då han var ledare i Panthers försvar som var tvåa i insläppta poäng under säsongen. Kuechlys utvecklade spel visade sig speciellt i en match mot New Orleans Saints då han gjorde hela 24 tacklingar och en interception. Kuechly blev det här året för första gången utvald till Pro Bowl och All Pro-laget. Förutom detta blev han utnämnd till NFL Defensive Player of the Year vilket gjorde honom till den enda spelaren sedan Lawrence Taylor att vinna Defensive Rookie of the Year och Defensive Player of the Year i följd. Kuechly blev vald till den 15:e bästa spelaren i ligan.

### Säsongen 2014
Kuechly fortsatte med sitt fina spel under 2014 och ledde ännu en gång ligan i tacklingar med sina 153. Han blev för andra året i rad utvald till Pro Bowl och All Pro-laget. Han vann även Butkus Award och blev den tredje spelaren någonsin, efter Von Miller och Patrick Willis, att vinna priset både college och i NFL. Kuechly ledde ligan i defensive stops med 81. Han blev utsedd till ligans 14:e bästa spelare.

### Säsongen 2015
2015 blev ytterligare en bra säsong för Luke Kuechly. Han var en av de centrala spelarna i Panthers försvar och blev utnämnd av Pro Football Focus till ligans bästa inside linebacker och blev dessutom belönad med organisationens första utgåva av Dick "Night Train" Lane Award som ligans bästa spelare i coverage. Kuechly tillät quarterbackar ett genomsnitt på 48,7 passer rating när de kastade mot en receiver som han täckte, det var 50 poäng lägre än genomsnittet för en linebacker. För tredje året i rad blev Kuechly utsedd till Pro Bowl och All Pro-laget samtidigt som han blev vald till ligans sjunde bästa spelare. Han avslutade året med 118 tackles, en sack, 10 passes defended, 4 interceptions och två forced fumbles.

### Säsongen 2016
På grund av en hjärnskakning i mitten av året blev Kuechlys säsong kraftigt nedkortad då han missade de sex sista matcherna. Trots detta blev han vald till Pro Bowl men hans korta säsong gjorde att det inte blev möjligt för honom att ta sig in i första uppställningen i All Pro-laget även om han lyckades ta sig in i andra uppställningen.

## Statistik
| År     | Lag      | Matcher | Tacklingar | Sacks | Passes defended | Interceptions | Touchdowns | Forced fumbles | Fumble recoveries |
| ------ | -------- | ------- | ---------- | ----- | --------------- | ------------- | ---------- | -------------- | ----------------- |
| 2012   | Panthers | 16      | 164        | 1     | 8               | 2             | 0          | 0              | 3                 |
| 2013   | Panthers | 16      | 156        | 2     | 7               | 4             | 0          | 0              | 0                 |
| 2014   | Panthers | 16      | 153        | 3     | 12              | 1             | 0          | 1              | 1                 |
| 2015   | Panthers | 13      | 118        | 1     | 10              | 4             | 1          | 2              | 1                 |
| 2016   | Panthers | 10      | 102        | 2     | 6               | 1             | 0          | 1              | 1                 |
| Totalt | Totalt   | 71      | 693        | 9     | 43              | 12            | 1          | 4              | 6                 |

Statistik från NFL.com